# Nicolas Beaurain

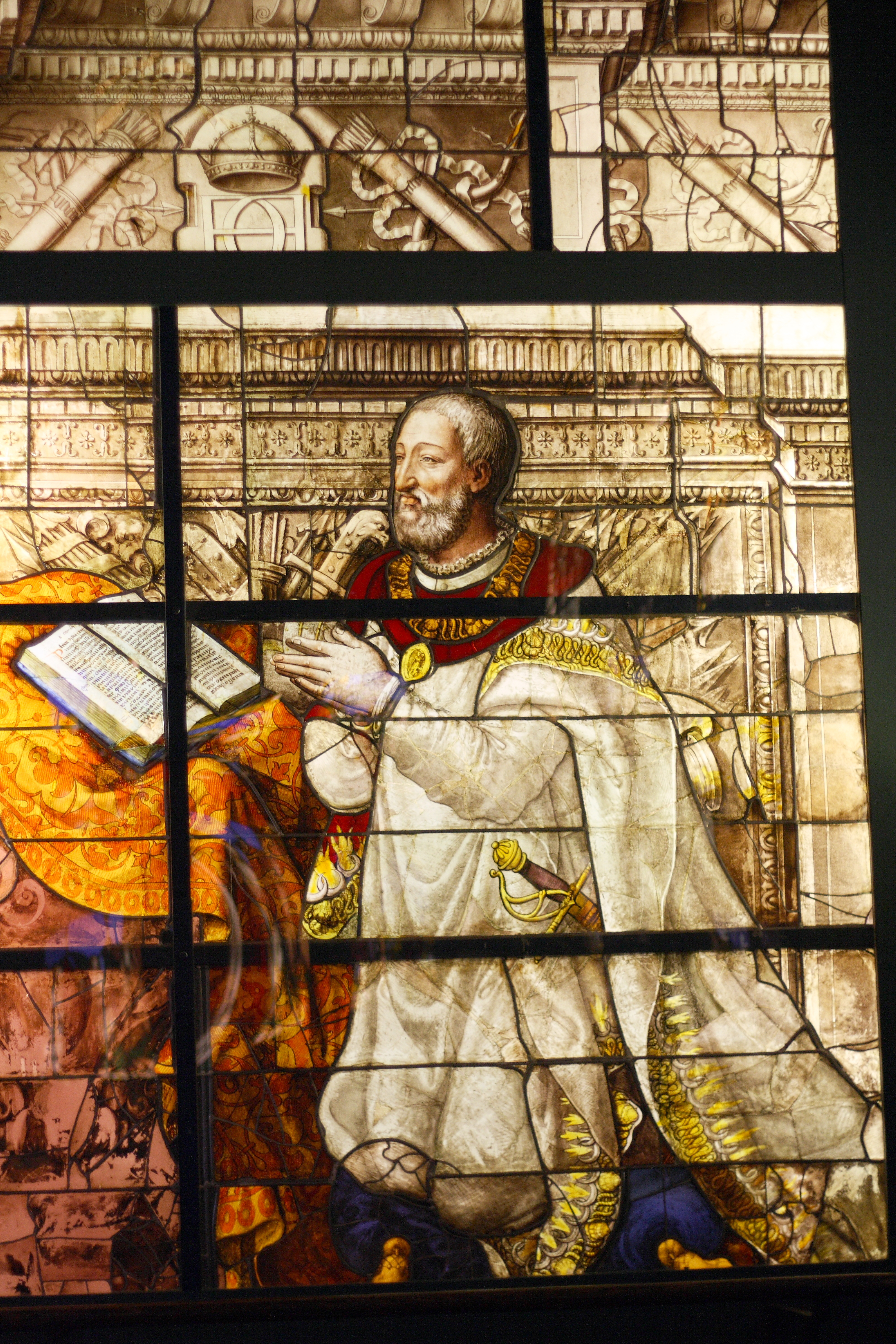
Bleiglasfenster mit der Darstellung von Franz I.

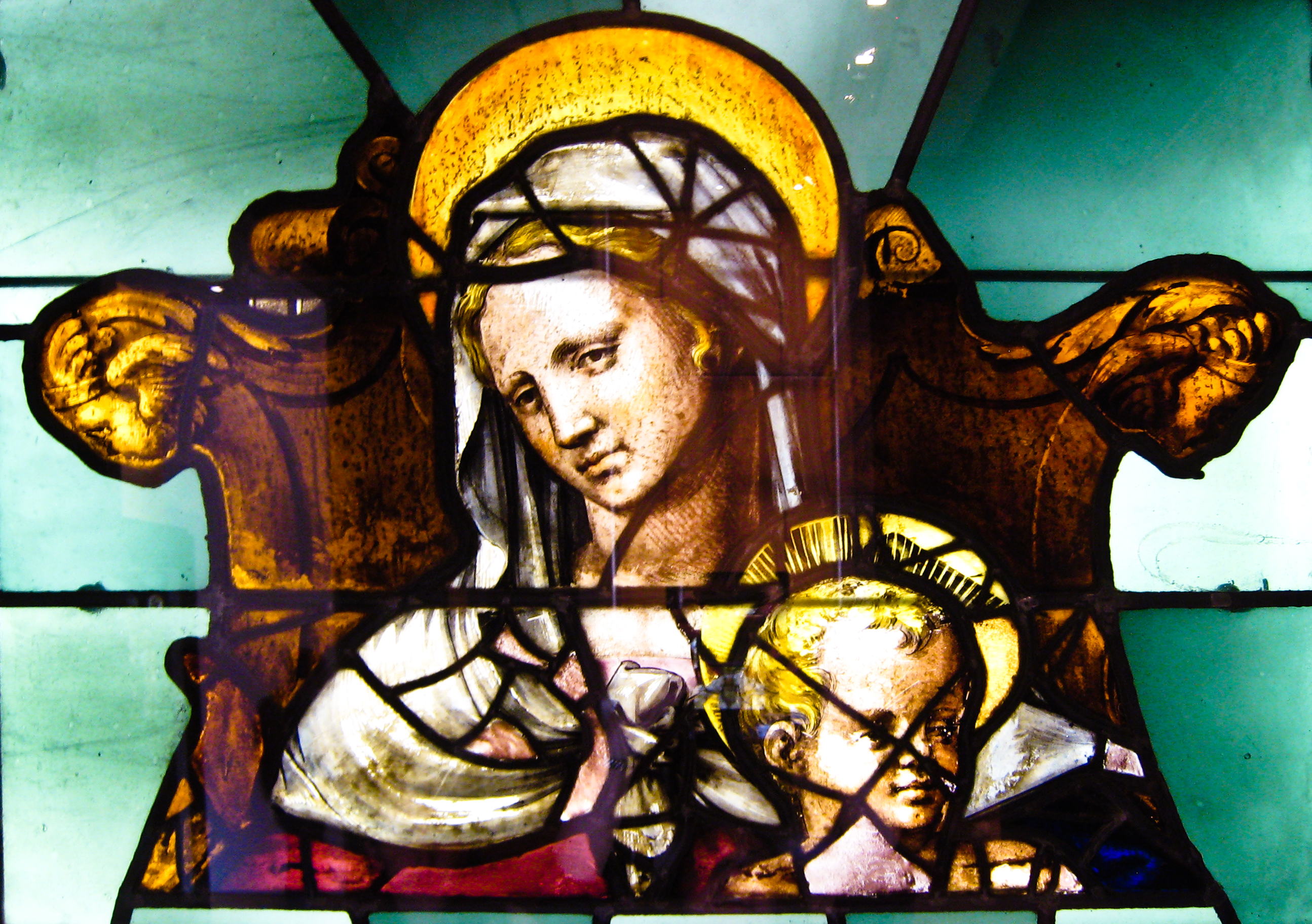
Bleiglasfenster Madonna und Kind im Louvre

Nicolas Beaurain war ein französischer Glasmaler der Renaissance. Er war der „Maître-verrier royal“ (königlicher Glasmaler) des französischen Königs Franz I., als Nachfolger von Jean Chastellain.
Über das Leben von Nicolas Beaurain ist nichts bekannt. Sein Hauptwerk, das bis heute erhalten geblieben ist, sind die Bleiglasfenster in der Sainte Chapelle (Schlosskapelle) des Schlosses von Vincennes, die er 1555/56 schuf. Die Scheibe mit dem Porträt des knienden Franz I. aus der Schlosskapelle befindet sich heute im Musée national de la Renaissance im Schloss Écouen.

## Werke
- 1548: Fenster im Schloss Anet
- um 1555: Fenster für den Bischofspalast in Lombez
- 1555/56: Chorfenster in der Sainte Chapelle, der Schlosskapelle von Vincennes
- Mitte 16. Jahrhundert: Josephs-Fenster in der Kirche Saint-Aspais in Melun
- Fenster in der Kirche St-Étienne-du-Mont in Paris